# Фердинанд IV Хабсбург
Фердинанд IV (на немски: Ferdinand IV, Ferdinand Franz; * 8 септември 1633, Виена; † 9 юли 1654, Виена) от династията Хабсбург, е ерцхерцог на Австрия, от 1653 до 1654 г. римско-немски крал, също от 1646 г. крал на Бохемия, от 1647 г. крал на Унгария и Хърватия.

## Произход
Той е най-възрастният син на император Фердинанд III (1608 – 1657) и първата му съпруга Мария-Анна Испанска (1606 – 1646), най-малката дъщеря на Филип II и Маргарита Австрийска.

## Управление
На 31 май 1653 г. той е избран за римско-немски крал и на 18 юни е коронован в Регенсбург от курфюрста и архиепископа на Майнц Филип фон Шьонборн. След една година Фердинанд умира от едра шарка. Погребан е в Капуцинерската гробница. Наследен е от по-малкия си брат Леополд I, който през 1658 г. е избран за император.